# Zlatko Petričević
Zlatko Petričević (ur. 7 października 1961 w Zenicy) – były chorwacki piłkarz, trener, obecnie biznesmen.
Petričević urodził się w mieście Zenica na terenie dawnej SFR Jugosławii, a obecnie Bośni i Hercegowiny. Pochodzi z jednej z najstarszych i najbardziej wpływowych rodzin na Bałkanach, jednak od młodości bardzo interesował się piłką nożną. Ukończył studia sportowe na uniwersytecie w Sarajewie.
Podczas kariery piłkarskiej występował w zespołach z najwyższej klasy rozgrywkowej Jugosławii, takich jak FK Sloboda, FK Sarajevo i KF Priština, w niemieckiej Bundeslidze, w drużynie Stuttgarter Kickers, a także w szwajcarskim FC Zürich.
Pracę trenerską Petričević rozpoczynał w pierwszoligowym chorwackim NK Zagreb. W latach 1994–1996 prowadził reprezentację Chorwacji U–20, z którą nie odniósł jednak większych sukcesów. Od września do grudnia 1996 pracował w austriackim drugoligowcu SVL Flavia Solva. W 1997 został zatrudniony w kolumbijskim zespole Independiente Medellín.
We wrześniu 1998 rozważano kandydaturę Petričevicia na selekcjonera reprezentacji Kostaryki. W listopadzie tego samego roku chorwacki szkoleniowiec przybył do Meksyku, gdzie kilka miesięcy później objął drugoligowy klub Real Sociedad de Zacatecas. W sezonie Verano 2000 poprowadził w czterech meczach występujący w meksykańskiej Primera División stołeczny zespół Atlante FC, odnosząc w nich komplet porażek. Ściągnął do tego klubu swojego rodaka, Elvisa Brajkovicia. W rozgrywkach Clausura 2003 przez krótki czas pełnił funkcję szkoleniowca pierwszoligowego Colibríes de Morelos z siedzibą w mieście Cuernavaca Jesienią tego samego roku bez większego powodzenia trenował Club Rivera Maya z drugiej ligi meksykańskiej – Primera División A.
W 2006 roku został włączony do sztabu szkoleniowego selekcjonera reprezentacji Iranu, Chorwata Branko Ivankovicia. Pomagał mu w rozpracowaniu stylu gry reprezentacji Meksyku, z którą Iran grał w fazie grupowej Mistrzostwach Świata w Niemczech. W późniejszym czasie odrzucił propozycję poprowadzenia reprezentacji Kolumbii. W 2009 roku był asystentem Miroslava Blaževicia w kadrze narodowej Bośni i Hercegowiny podczas przegranych barażów o udział w Mundialu w RPA z Portugalią.
Pod koniec sierpnia 2011 Petričević został głównym akcjonariuszem meksykańskiego klubu Querétaro FC. Parę miesięcy później drużyna Querétaro prowadzona przez paragwajskiego trenera José Saturnino Cardozo odniosła historyczny sukces w postaci pierwszego awansu do ligowej fazy play–off. W październiku tego samego roku za sumę miliona dolarów zaaranżował mecz towarzyski pomiędzy reprezentacjami Meksyku i Serbią. Spotkanie to, wygrane ostatecznie przez Meksyk 2:0, odbyło się na Estadio Corregidora w Querétaro i był to pierwszy mecz, jaki meksykańska kadra narodowa rozegrała w tym mieście od 26 lat. W listopadzie 2011 zorganizował towarzyskie spotkanie Querétaro i Realu Madryt, mające odbyć się w maju 2012 także na Estadio Corregidora. W zimowym okienku transferowym spekulowano, jakoby władze Querétaro prowadziły zaawansowane negocjacje dotyczące zatrudnienia Cuauhtémoca Blanco, Oswaldo Sáncheza i Filippo Inzaghiego, jednak Petričević oficjalnie zaprzeczył tym informacjom. W lutym 2012 odszedł z klubu z powodu kłopotów zdrowotnych.
Obecnie Petričević mieszka w Houston, ma także dom w Playa del Carmen. Posiadał własną kolumnę w meksykańskiej gazecie "Presente". Jest właścicielem szkółek piłkarskich w Meksyku i Stuttgarcie. Włada pięcioma językami: chorwackim, hiszpańskim, niemieckim, angielskim i włoskim.